# الهبيط
الهبيط بلدة سورية تقع في أقصى ريف إدلب الجنوبي في منطقة خان شيخون في محافظة إدلب. بلغ عدد سكانها 15,214 نسمة في عام 2010 حسب إحصاء المكتب المركزي للإحصاء. تقع على بعد حوالي 20 كم إلى الجنوب الغربي من مدينة معرة النعمان، على ارتفاع 600 متر عن سطح البحر، وعلى هضبة تحيط بها الأراضي الزراعية كما يحيط السوار بمعصم اليد ما منحها منظراً خلاباً، تقع بلدة «الهبيط» في أقصى جنوب غرب محافظة «إدلب»، إذ تبعد عن مركز المحافظة 77 كم، وثمانية كيلو مترات غرب مدينة «خان شيخون»، وذلك على مقربة من الحدود الإدارية الفاصلة بين محافظتي «حماة» و«إدلب»، وهي تتبع إدارياً لمنطقة «خان شيخون».

## التاريخ
وجد فيها حصن عسكري يعود إلى العهد البيزنطي يتوسطه معبد، ويروي أهلها أن تسميتها جاءت من «تهبّط» وانهدام المغاور التي كان يسكنها الناس قديماً».[بحاجة لمصدر]
تشتهر البلدة بالزراعة وهناك في البلدة حالياً العشرات من خريجي الجامعات من مختلف الاختصاصات، عدد من المعلمين والمهندسين والأطباء والصيادلة، والممرضين والمسعفين. وهناك عدد لا بأس من خريجي الدراسات العليا، وأكثر من طالب تقدموا بأطروحات الماجستير والدكتوراه.[بحاجة لمصدر]
يبلغ عدد سكان البلدة حوالي 15600 نسمة وذلك بحسب إحصائية عام 2009، والمساحة الإجمالية للبلدة 2300 دونم، هذه المساحة الكبيرة رتبت على البلدية جهوداً مضاعفة لتخديمها.[بحاجة لمصدر]
تبلغ المساحة الإجمالية للبلدة 3600 هكتار، والمساحة المستثمرة منها 2700 هكتار، وهناك أبنية ومرافق بمساحة 700 هكتار، وأحراج 200 هكتار، مساحة المروي في الوحدة من أصل المساحة المستثمرة تبلغ 1436 هكتاراً، ومساحة البعل 1265 هكتاراً، لدينا حوالي 253 بئراً وهذا أعطى للزارعة أهمية كبيرة.[بحاجة لمصدر]
البلدة تشتهر بزراعة المحاصيل الزراعية الاستراتيجية وهي القمح والشوندر السكري والبطاطا إلى جانب أشجار الزيتون ، ويعمل معظم سكان البلدة في الأراضي الزراعية المجاورة البلدة بالزراعة في البلدة.[بحاجة لمصدر]